# Слисский, Сергей Митрофанович
Сергей Митрофанович Слисский (1913 — 1989) — советский учёный-гидравлик.

## Биография
Родился 18 мая 1913 года на станции Иланская Российской империи, ныне Красноярского края.
Окончил гидросиловой факультет Московского строительного техникума (годы учёбы 1930—1934) и гидротехнический факультет МИСИ (1939). 
В 1939—1940 инженер Московского отделения института Гидроэнергопроект. В 1940—1946 служил в РККА сначала в Хабаровском ВО, с 1943 года — на передовой в составе 2-го и 3-го Украинских фронтов, в 16-м отдельном моторизованном понтонно-мостовом батальоне и 350-м гвардейском полку 114-й гвардейской стрелковой дивизии, в 1945—1946 в Венгрии, где был членом комиссии по изучению состояния гидротехнических сооружений. В 1943 году вступил в партию. Награждён орденами Отечественной войны и Красной Звезды.
После демобилизации год работал инженером в Гидроэнергопроекте. В 1947—1950 учился в аспирантуре Московского энергетического института, ученик известного гидравлика С. В. Избаша. Провел лабораторные гидравлические исследования для Камской водосливной гидроэлектростанции, полученные результаты были использованы на практике.
В 1953 г. опубликовал монографию «Эжекция в нижний бьеф на совмещенных ГЭС» (Госэнергоиздат), которая была переведена на английский и вьетнамский языки.
В 1950—1960 провёл теоретические и экспериментальные исследования по гидравлике гидроэлектростанций Волжско-Камского каскада: Волгоградской, Волжской, Саратовской, Воткинской, Нижнекамской.
Полученные результаты позволили разработать более эффективные, не имеющие аналогов конструкции турбинных блоков совмещенных ГЭС за счет оптимизации размеров и форм турбинных блоков и водосбросов, снижения потерь напора на сороудерживающих устройствах верхнего бьефа, рациональной конструкции крепления нижнего бьефа и использования эффекта эжекции.
За этот цикл исследований С. М. Слисский удостоен Премии Совета Министров СССР (1956) и награждён медалью «За трудовую доблесть» (1958).
В 1970 г. опубликовал монографию «Гидравлика зданий гидроэлектростанций» («Энергия»), не потерявшую своей актуальности.
Разработанные С. М. Слисским методы расчета сопряжения бьефов и эжекции на гидроэлектростанциях опубликованы в «Справочнике по гидравлическим расчетам» под редакцией П. Г. Киселева («Энергия», 1961, 1972, 1975). Слисский предложил формулу для расчета коэффициента гидравлического сопротивления трения в зоне смены режимов.
Доктор технических наук (1963). С 1959 года преподавал в МИСИ, с 1963 года профессор кафедры гидротехнических сооружений, в 1972—1988 заведующий кафедрой, в 1963—1972 декан факультета гидротехнического строительства.
В 1986 году за большой вклад в развитие гидротехнического образования и значительные научные результаты награждён орденом Трудового Красного Знамени.
К 105-летию со дня рождения Слисского в МИСИ прошёл Всероссийский научно-практический семинар «Современные проблемы гидравлики и гидротехнического строительства».

## Сочинения
- Гидравлические расчеты высоконапорных гидротехнических сооружений: [Учеб. пособие для гидротехн. спец. вузов] / С. М. Слисский 303 с. ил. 25 см 2-е изд., перераб. и доп. М. Энергоатомиздат 1986
- Гидравлика зданий гидроэлектростанций [Текст] / С. М. Слисский, 1970. — 423, [1] c.